# Stadion im. Dölöna Ömürzakowa
Stadion im. Dölöna Ömürzakowa (kirg. Дөлөн Өмүрзаков атындагы стадион) – wielofunkcyjny stadion w Biszkeku, stolicy Kirgistanu. Swoje mecze rozgrywa na nim drużyna Ałga Biszkek, wcześniej też Dordoj Biszkek. Do 2010 nazywał się Republikański Stadion "Spartak" (kirg. Республиканский стадион «Спартак»). Obiekt może pomieścić 23 000 widzów i jest to największy stadion w Kirgistanie.
Na nim gra swoje mecze narodowa reprezentacja Kirgistanu.